# Dąb Wielki Mamamuszi
Dąb  Jacka Wysmułka – wcześniej zwany Wielkim Mamamuszim, najgrubszy spośród dębów Puszczy Białowieskiej rosnących w zagospodarowanej części Puszczy, pod względem obwodu pnia ustępuje tylko Dębowi Maćkowi rosnącemu w rezerwacie ścisłym Białowieskiego Parku Narodowego. 
Na wys. 130 cm od nasady pień ma w obwodzie 701 cm (2009 r.), wysokość drzewa - 31–32 m. 
Dąb nosi imię zasłużonego dla Puszczy Białowieskiej leśnika, miłośnika przyrody Jacka Wysmułka. Zresztą Jacek Wysmułek odkrył to drzewo w białowieskim mateczniku i w 1976 roku zgłosił je do wojewódzkiego rejestru drzew pomnikowych.
Spośród wszystkich białowieskich dębów, które mają obwód ponad 6 metrów, jest drzewem w najlepszej kondycji. Korona drzewa składa się z trzech potężnych konarów.